# David Crowder Band
David Crowder Band – amerykański zespół, który grał rockową muzykę chrześcijańską. Za sprawą rockowego albumu, wydanego w 2005 roku A Collision, zespół był nominowany w sześciu kategoriach w Gospel Music Association Music Awards, czyli tak zwanych nagród DOVE. Łącznie w czasie swego istnienia zespół był 17-krotnie nominowany do nagrody DOVE, a zdobył ją siedem razy.

## Dyskografia
- Pour Over Me (1998)
- All I Can Say (1999)
- Can You Hear Us? (2002)
- Illuminate (2003)
- A Collision (2005)
- Remedy (2007)
- Remedy Limited Edition (2008)
- Remedy Club Tour – Live (2008)
- Church Music (2009)
- Give Us Rest or (A Requiem Mass in C [The Happiest of All Keys]) (2012)